# Medie aritmetică
În matematică și statistică, media aritmetică a unui set de variabile este suma acestora împărțită la numărul lor.

## Formulă
Dacă a și b sunt numere reale, media aritmetică a acestora este {\displaystyle m_{a}} = {\displaystyle {a+b} \over 2}
Generalizare: pentru n numere reale {\displaystyle x_{1}}, {\displaystyle x_{2}}, ..., {\displaystyle x_{n}} formula mediei aritmetice este {\displaystyle m_{a}} = {\displaystyle {x_{1}+x_{2}+...+x_{n}} \over n}
Media aritmetică {\displaystyle m_{a}} este mai mică decât numărul cel mai mare dintre {\displaystyle x_{1}}, {\displaystyle x_{2}}, ..., {\displaystyle x_{n}} și mai mare decât numărul cel mai mic dintre acestea.

## Vezi și
- Inegalitatea mediilor